# Экономика Островов Питкэрн
Экономику Островов Питкэрн лучше всего описать как наноэкономику, учитывая крошечный размер населения (около 50 человек) и ещё меньшее количество работающего населения, ограниченные районы для экономической эксплуатации и трудности, связанные с нечастым доступом к этому маленькому острову, расположенному в центре южной части Тихого океана.
За прошедшие годы Питкэрн накопил значительные резервы от продажи филателии и монет, а затем от продажи доменов .pn. Однако, столкнувшись со снижением доходов от этой деятельности, правительство острова Питкэрн отреагировало поиском альтернативных источников дохода через частные предприятия, а также заручилось поддержкой правительства Великобритании.
С 2004 года Питкэрн в значительной степени полагается на бюджетную помощь Великобритании и параллельно пытается найти альтернативные источники доходов частного сектора. Основным источником частных доходов для Питкэрна является туризм, за которым следует продажа уникального мёда Питкэрна, отмеченного наградами и предназначенного для лечения. Меньшие потоки доходов поступают от продажи домашних артезианских продуктов и товаров с Питкэрна, туристической индустрии, услуг общественного питания, механического и домашнего обслуживания, а также от продажи рыбы, фруктов и других свежих продуктов посетителям судов.
Население Питкэрна зависит от двух основных источников занятости в правительстве: от работы в различных департаментах правительства Островов Питкэрн (GPI) и от проектов, финансируемых Европейским союзом в рамках Европейского фонда развития (EDF). Работа в GPI варьируется от квалифицированных профессий, таких как электротехнические и инженерные услуги, услуги здравоохранения и образования, до неквалифицированной работы, такой как строительство, уборка и техническое обслуживание, а также административная и управленческая работа. Все рабочие места, финансируемые GPI и EDF, имеют одинаковую ставку заработной платы.
На Питкэрне нет безработицы. Каждый желающий может работать либо на GPI, либо на EDF, либо на обе организации сразу. Кроме того, пенсии выплачиваются всем лицам старше 65 лет, как работающим, так и неработающим пенсионерам. Родителям выплачивается пособие на каждого ребёнка. В 2018 году на острове было введено пособие по болезни/травме/инвалидности.
Валюта Островов Питкэрн — новозеландский доллар.

## Общая характеристика
Экономическое развитие острова зависит от имеющихся ресурсов — суши, моря и человека. В сочетании с доступом к рынкам и возможностями управления это определяет экономические результаты. Земля на Питкэрне изрезана и не подходит для крупномасштабного коммерческого сельскохозяйственного производства. Море даёт рыбу для личного потребления, но коммерческое рыболовство в крупных масштабах нецелесообразно. Человеческие ресурсы ограничены из-за небольшой численности населения. Питкэрн чрезвычайно изолирован, что отрицательно сказывается на доступе к рынкам и более широком участии в международной экономике.
Экономическая деятельность частного сектора состоит из индивидуальной и семейной деятельности в форме ремёсел, рыболовства, пчеловодства, выращивания фруктов и овощей и проживания в семье.
С 2005 года экономика Питкэрна стала сильно зависеть от помощи, как в виде прямой бюджетной поддержки, так и субсидий на повседневную жизнь. Исторически основной доход Питкэрна шёл от филателии, но мировые продажи снижаются из-за стареющего и сокращающегося рынка коллекционеров. Другие источники дохода включают монеты, доменные имена и сборы за посадку.
С 2005 года государственные расходы увеличились в пять раз. Основные компоненты государственных расходов включают транспортные услуги, общественные услуги (включая иностранных сотрудников) и Офис Островов Питкэрн (англ. Pitcairn Islands Office). В среднесрочной перспективе существуют возможности сократить расходы на коммунальные услуги, поскольку необходимость в некоторых должностях экспатриантов больше не будет требоваться. Однако затраты на медицинское обслуживание перевешивают любые выгоды, полученные с возрастом населения. Служба доставки хорошо субсидируется.
В 2012—2013 годах бюджетная помощь составила 5,5 млн $, что превышает 100 000 новозеландских долларов на одного питкэрнца.

## Доходы
В последние годы доходы правительства острова Питкэрн сильно зависели от международных рынков почтовых марок. Начиная с 2000 года, регистрация доменов также внесла свой вклад, а туризм приносит с посетителей сборы за посадку. Есть также некоторые внутренние сборы и сборы за аренду оборудования. В настоящее время доходы внутреннего правительства минимальны, поскольку жители островов не платят подоходный налог и таможенные пошлины.

#### Инвестиционный фонд
В течение многих лет Питкэрн мог финансировать свои основные потребности за счёт прибыли от продажи марок. Прибыль инвестировалась в Инвестиционный фонд острова Питкэрн 17, а проценты списывались для удовлетворения потребностей в расходах. Фонд финансировал административные расходы, включая предоставление учителя на острове, а также поддержку медицинского лечения за пределами острова. В начале 1990-х годов Питкэрн находился в относительно хорошем финансовом положении, и доходы от продажи марок помогли поднять Фонд до максимума в 3,4 млн $ к 1991—1992 гг.
В начале 1990-х годов доходность Фонда составляла в среднем 12 %, но в 1993—1994 гг. она упала вдвое до 5,6 %, а в 1994—1995 гг. доходность была отрицательной (▼ 3,2 %). В следующие пять лет доходность снова была положительной, но на гораздо более низком уровне (6,8 %). В результате сумма процентного дохода, доступная для использования для финансирования бюджета, резко снизилась. Доходы от процентов Фонда достигли пика в 492 121 $ в 1990—1991 гг., но резко упали в 1992—1993 гг. до 290 445 $ в результате оттока капитала из Фонда. В 1992—1993 гг. и 1993—1994 гг. Питкэрн использовал свой Фонд для финансирования дефицита бюджета, поскольку на Питкэрне в течение двух лет были низкие доходы от продажи марок. Это вызвало спиральный эффект, поскольку активы Фонда упали, его способность приносить доход также снизилась, в то же время доходность капитала была неизменно низкой, что ещё больше усугубило финансовые трудности Питкэрна. В то время, похоже, не было внесено никаких корректировок в расходы, чтобы отразить снижение доходов. В итоге продолжающийся дефицит бюджета привёл к тому, что к ноябрю 2004 года Фонд был полностью уничтожен.
В то же время, когда в 2004 году был уничтожен инвестиционный фонд Питкэрна, был прекращён транстихоокеанский торговый маршрут P&O, главный канал выживания острова во внешний мир. В результате были привлечены специализированные услуги по фрахтованию морских перевозок, и этот компонент стал крупнейшей статьёй расходов с 2006—2007 гг..

#### Доходы от марок
Исторически сложилось так, что основной доход Питкэрн получал от филателии. Первые почтовые марки были выпущены 15 октября 1940 года, и их выпуски были востребованы филателистами по всему миру. Более широкое использование Интернета и развитие бренда Bounty Post помогли сохранить продажи. Существенное снижение дохода от марок с 2004—2005 годов и далее является результатом включения дополнительной статьи расходов «администрирование».
В 2009—2010 гг. прибыль от марок была отрицательной с чистым убытком в размере 23 000 $ США. Гербовые операции принесли небольшую прибыль в 2010—2011 гг. и 2011—2012 гг., после чего понесли ещё один убыток в 2012—2013 гг.

#### Доходы от монет
В январе 2007 года на 5 лет было подписано соглашение с New Zealand Mint Limited, а затем продлено в 2012 году. Первоначально предполагалось, что роялти к 2009 году достигнут 100 000 новозеландских долларов. Выпуск Bullion Coins в 2013 году ознаменовал выход на рынок инвесторов в драгоценные металлы.

#### Доходы от домена
Продвижение доменного имени островов (.pn) после регистрации в 2000 году стало ещё одним источником доходов для правительства. Специалист по информационным технологиям Питкэрна несёт ответственность за эту деятельность.
В 2000—2001 гг. рынок достиг дохода в 400 000 $, но затем упал до 119 000 $ в следующем году и остался на уровне от 50 000 до 75 000 $.

#### Доходы от сборов за посадку
Доходы от сборов за посадку в значительной степени зависят от планирования рейса операторами круизных судов и морских условий в фактический день каждого посещения. Ежегодно Питкэрн посещают около 10-12 круизных лайнеров, но только четырём разрешают высадку пассажиров. Ежегодно на остров высаживаются около 800—1000 пассажиров. Начиная с 2004 года в течение десяти лет плата за посадку в среднем составляла 40 000 $ в год.

#### Внутренние доходы
В последние годы внутренние доходы обеспечивали примерно 5 % финансов правительства Питкэрна. Небольшой вклад острова в доход обеспечивается за счёт мелких продаж, таких как аренда государственного оборудования, продажа детских садов и оплата рецептов. Существует также ограниченный доход от продажи путеводителей и бюллетеня «Собрание Питкэрна» (англ. Pitcairn Miscellany).

## Расходы
Удалённое расположение Питкэрна и чрезвычайно малочисленное население значительно увеличивают стоимость предоставления даже очень ограниченного набора основных государственных услуг. Основные категории расходов — транспортные услуги, коммунальные услуги, расходы на операционное подразделение и правительство.
Расходы на медицинские услуги до 2004—2005 гг. в среднем составляли менее 100 000 $. Эта сумма увеличилась до 586 000 $ в 2005—2006 гг. благодаря выделению на острове врача, работающего полный рабочий день, а также советника по вопросам семьи и общины. К 2008—2009 гг. объём медицинских услуг превысил 900 000 $.
В 2007 году расходы на иностранного полицейского были переведены из операции «Юник» в государственный бюджет острова Питкэрн. Расходы полиции значительно увеличились в 2009—2010 гг. и в последующий период, поскольку расходы включали дополнительное временное командирование, в то время как полицейский, расследующий надвигающееся судебное дело, отсутствовал.

#### Офис Островов Питкэрн
По контракту на консультационные услуги нового комиссара и заместителя комиссара заработная плата сотрудников Офиса Островов Питкэрн (англ. Pitcairn Islands Office) увеличилась с 228 040 $ в 2003—2004 гг. до 407 259 $ в 2004—2005 гг. Они оставались на этом уровне в течение следующих пяти лет, а затем значительно снизились в 2010—2011 гг. после завершения контракта с Комиссаром в марте 2010 года.
Резкое увеличение затрат на аудит и юридические услуги в 2009—2010 гг. было связано с затратами, связанными с предстоящим судебным разбирательством по делу о детской порнографии. С 2011—2012 гг. расходы на генерального прокурора и омбудсмена острова также включаются в аудит.

#### Перевозки
До 2004—2005 гг. чистая стоимость транспортных услуг составляла в среднем менее 100 000 $ в год. В 2006—2007 гг. были задействованы дополнительные транспортные расходы в размере 411 000 $ для обеспечения услуг судна MV Braveheart компании Stoney Creek Shipping Ltd для выполнения пассажирских рейсов между Питкэрном и Мангаревой.
В сентябре 2009 года MV Claymore II вступил в строй в качестве специализированного пассажирского и грузового судна острова Питкэрн. В результате годовая стоимость услуг по доставке выросла до 1,9 млн $.
Чартерные перевозки на остров в настоящее время являются самой большой статьёй расходов в бюджете Питкэрна. К 2012—2013 гг. чистые транспортные расходы выросли до 2,2 млн $.

#### Утилиты
До 2006 года потребители электроэнергии оплачивали менее половины фактической стоимости услуги. С 2007 года тарифы на электроэнергию были повышены в попытке возместить полную стоимость услуги. В 2008 году тарифы были увеличены на 10 % по всем направлениям, а затем в 2009 году снова были увеличены платы за более активное использование.
Телекоммуникации на острове сильно субсидируются, и при такой небольшой численности населения и ограниченной экономической активности всегда будет потребность в субсидиях. Субсидия составляет около 75 % стоимости услуги, при этом основная часть затрат приходится на аренду спутников (80 % бюджета).
В апреле 2008 года была введена плата за связь, чтобы клиенты на острове вносили свой вклад в расходы на доступ к спутниковой связи.

## Экспорт
На Питкэрне есть множество надомных предприятий, которые экспортируют товары на международный рынок. Ассортимент продукции включает ювелирные изделия ручной работы, резьбу по дереву и кости, мыло и косметику ручной работы, кофе, сухофрукты, традиционную полинезийскую ткань тапа, фирменную одежду, марки и конверты первого дня, открытки, книги и самую главную составляющую Питкэрна — чистый тропический мёд.
На островах также производится кофе. Эта отрасль находится на начальной стадии, однако климат и топография Питкэрна позволяют выращивать бобы высокого качества для мирового рынка.

#### Мёд и медовые продукты
Остров Питкэрн является одним из немногих регионов мира, где производят мёд без пчелиных болезней. Кооператив производителей Питкэрна, PIPCO, представляет производителей мёда Питкэрна, в то время как отдельные семьи также продают свой мёд под своими собственными торговыми марками. Питкэрнский мёд делается из нектара цветов манго, лат, маракуйи, гуавы и розового яблока, которые в изобилии растут на острове. Пчеловоды также активно производят другие продукты, связанные с мёдом, такие как мыло, косметические кремы и прополис.

## Сотрудничество и инвестиции
Острова Питкэрн получают значительное финансирование проектов от правительства Великобритании и поддерживают отношения с Французской Полинезией и партнёрами по развитию, такими как ЕС, Секретариат Тихоокеанского сообщества и Секретариат Южнотихоокеанской комиссии по прикладным наукам о Земле. Поддержка была также получена от неправительственных организаций, таких как Проект Дарвина и Экологический фонд PEW. В августе 2011 года Королевское общество защиты птиц провело комплексную программу уничтожения крыс для защиты и восстановления естественной дикой природы на острове.

#### Великобритания
С 2004 года правительство Великобритании профинансировало ряд проектов на Островах Питкэрн: строительство домов для экспатриантов, модернизацию телекоммуникаций, возобновляемые источники энергии и модернизацию электричества.
Внедрение современной спутниковой связи на острове в 2006—2007 гг. обошлось в 839 000 $. Спустя 5 лет ещё 215 000 $ было потрачено на модернизацию системы.
Потребность в улучшении электроснабжения решалась с помощью проекта по внедрению пяти ветряных турбин, утверждённого в 2007—2008 гг., с капитальными затратами в 3,15 млн $. В марте 2011 года контракт Hydro Tasmania был расторгнут из-за невыполнения задач. Тогда Великобритания возобновила процесс переоценки вариантов использования возобновляемых источников энергии.
Чтобы улучшить доступ к острову, британское правительство профинансировало ремонт причала и лебёдки, используемой для спуска на воду длинных лодок (англ. long boat).
Великобритания также предоставила деньги в бюджете на 2012—2013 гг. для покрытия расходов на ремонт после сильного тропического шторма, обрушившегося на остров в начале февраля 2012 года. В том же промежутке правительство также поддержало туризм, выделив 85 000 $ на поддержку туристического маркетинга.

#### Европейский союз
В программном документе EDF 9 для Питкэрна, подписанном в августе 2004 года, в качестве бюджетной поддержки была выделена сумма в размере 3,9 млн $. Эта сумма была предоставлена Питкэрну в качестве отраслевой бюджетной поддержки инфраструктуры.
В сентябре 2011 года был одобрен финансируемый ЕС грант SPC в размере 500 000 $ для улучшения доступа к воде для жителей Островов Питкэрн, сталкивающихся с засухой и непостоянством осадков, с целью снижения связанных с водой рисков для здоровья населения и повышения экономии воды.
Цель проекта EDF 10 была «поддержать развитие туристического сектора, тем самым помогая в создании альтернативных и жизнеспособных источников дохода для Питкэрна и уменьшая зависимость страны от внешней бюджетной поддержки». Программа EDF 10 началась в 2014 году и была завершена к 2017 году.

#### Секретариат Тихоокеанского сообщества
Совместная стратегия Островов Питкэрн и Секретариата Тихоокеанского сообщества, утверждённая в 2008 году, определяет согласованные приоритетные области и мероприятия для поддержки секретариатом в период с 2009 по 2013 год. Секретариат предоставляет технические и административные консультации и поддержку по вопросам биобезопасности, торговли и рыболовства. Из-за удалённости Островов Питкэрн оборудование для видеоконференцсвязи является главным средством оказания технической помощи.

#### Французская Полинезия
В 2006 году между Французской Полинезией и Островами Питкэрн был подписан меморандум о взаимопонимании, который позволил открыть торговые, туристические и иммиграционные маршруты Полинезии с Питкэрном. Особое значение имело обязательство Французской Полинезии обеспечить таможенную/иммиграционную службу для морских перевозок между Мангаревой и Питкэрном.
Раз в год на Питкэрн приезжают ВМС Франции и доставляют необходимые предметы, такие как бочки с горючим и запасные части для отдела операций. Кроме того, они часто приносят срубленные дрова от мэра Мангаревы в качестве подарка жителям Питкэрна. Драгоценное дерево миро распределяется между домашними хозяйствами на острове.